# Municipio de Coronado
El Municipio de Coronado es uno de los 67 municipios en que se divide el estado mexicano de Chihuahua, está situado en el sur del estado. Su cabecera es la localidad de José Esteban Coronado.

## Geografía
El municipio se encuentra situado en el sur del estado de Chihuahua, limita con el municipio de Allende, el municipio de López y el municipio de Matamoros y con el estado de Durango.

### Orografía e hidrografía
El valle del río Florido es regularmente plano y la mayor parte de su territorio es de topografía irregular, en él da principio el Bolsón de Mapimí y se encuentran las pequeñas serranías como las Sierras Bagues y Peñoles.
La hidrografía se integra a la vertiente del Golfo, siendo la principal corriente el Río Florido que procede de Durango. En el municipio se encuentra la Laguna de la Estancada y el Arroyo de la Parida, que sirve de límite con Durango.

### Clima y ecosistemas
El clima es de tipo árido extremoso, con una temperatura máxima de 41.7 °C y una mínima de -14.1 °C. La vegetación está constituida por mezquite, álamo, saus, acibuche, palo blanco chaparral espinoso y cactáceas. Su fauna la conforman la paloma güilota y alas blancas, conejo, liebre, puma, gato montés, coyote, serpiente cascabel y venado además de codornices y jabalíes que han emigrado desde las sierras de ojinaga y línea fronteriza con Estados Unidos.

### Recursos naturales
Existen vetas de mármol en explotación. El uso predominante del suelo es agrícola de riego en unas 7500 Has y agostadero ganadero el resto.

## Demografía
Según el Conteo de Población y Vivienda de 2020 realizado por el Instituto Nacional de Estadística y Geografía, la población del municipio de Coronado es 2,046 habitantes, de los cuales 52.1% son hombres y 47.9% son mujeres.

### Localidades
En el censo de 2020 el municipio de Coronado contaba con 181 localidades.
| Código INEGI      | Localidad             | Población (2020) |
| ----------------- | --------------------- | ---------------- |
| 080140001         | José Esteban Coronado | 992              |
| Otras localidades | Otras localidades     | 1 042            |
| Total municipal   | Total municipal       | 2 034            |

### Religión
Predomina la religión católica, la profesan 93.1% de la población del municipio, 2.6% son evangélicos, el 1.5% profesan otras religiones como son testigos de Jehová y el 2% indicó que no practica ninguna religión.

## Política
El gobierno del municipio le corresponde al Ayuntamiento, que está conformado por un Presidente Municipal, seis regidores y un síndico, que son electos para un periodo de tres años, no pudiendo ser reelectos para el periodo inmediato.

### División administrativa
El municipio de Coronado no se encuentra dividió en ninguna sección municipal, cuenta con 50 localidades, todas rurales, las principales son:
- Villa Coronado (Cabecera municipal)
- Iturralde
- Colonia Benito Juárez
- Emiliano Zapata
- Las Pilas

-La Conquista
-La Loma

### Representación legislativa
Para la elección de Diputado federales y locales, el municipio se encuentra integrado en:
Local:
- Distrito electoral local 20 de Chihuahua con cabecera en Santa Rosalía de Camargo.

Federal:
- V Distrito Electoral Federal de Chihuahua con cabecera en Delicias.

### Presidentes municipales
- (1989 - 1990): Esteban Caldera Torres
- (1990 - 1992): Rogelio Minjarez Siañez
- (1992 - 1995): Josefa Guadalupe Rentería
- (1995 - 1998): Francisco Javier Barrón Orona
- (1998 - 2001): Ventura Terrazas Durán
- (2001 - 2004): Idelfonso Barrón Soto
- (2004 - 2007): Rita Ontiveros Ramos
- (2007 - 2010): Hermes Servando Quintana de la Cruz
- (2010 - 2013): José Bernardo Ávila Mendoza
- (2013 - 2016): Alejandro de Jesús Olivas Casas
- (2016 - 2018): Hector Roacho Rodríguez
- (2018 - 2021): Refugio Soto Terrazas